# ドロシー・ウォーカー・ブッシュ
ドロシー・ウェア・ウォーカー・ブッシュ（Dorothy Wear Walker Bush、1901年7月1日 - 1992年11月19日）は、アメリカ合衆国大統領ジョージ・H・W・ブッシュの母、同ジョージ・W・ブッシュの祖母。彼女の死に際し、『タイム』誌は"George (H.W.) Bush was shaped and tempered by his mother's nature."　と書いた。強く宗教的に、5人の子供を育て、彼女自身も幼少期は毎週日曜日、3回教会に通った。

## 略歴
ヨーク郡のnear Walker's pointでジョージ・ハーバート・ウォーカーとルクレティア・ウェア・ウォーカー（1874年 - 1961年）の娘として生まれた。
メアリー・インスティテュートに入学し、1921年8月6日、プレスコット・ブッシュとケネバンクポートで結婚した。
母ルクレティア・ウェアは、1700年にアメリカに到着したユグノー(ガブリエルとマリー・Hersent・Maupin)の子孫である。 
1992年11月19日、息子が1992年アメリカ合衆国大統領選挙でビル・クリントンに敗北したわずか16日後コネチカット州グリニッジで91歳で死去した。夫プレスコットと共に同地のパットナム墓地に埋葬されている。

## 家族

### 夫妻の世代
- プレスコット・ブッシュ（1895 - 1972） - 夫

### 子供の世代
- プレスコット・ブッシュ・ジュニア（1922 - 2010） - 長男
- ジョージ・H・W・ブッシュ 第41代アメリカ合衆国大統領（1924 - 2018） - 次男
- ナンシー・ウォーカー・ブッシュ・エリス（1926 - ） - 長女
- ジョナサン・ブッシュ（1932 - ） - 三男
- ウィリアム・H・T・ブッシュ（1938 - 2018） - 四男
- バーバラ・ブッシュ（1925 - 2018） ジョージ・H・Wの妻 - 義娘

### 孫の世代
- ジョージ・W・ブッシュ（1946 - ） 第43代アメリカ合衆国大統領、第46代テキサス州知事 - 孫
- ジェブ・ブッシュ（1953 - ） 第43代フロリダ州知事 - 孫
- ローラ・ブッシュ（1946 - ） ジョージの妻 - 義理の孫娘